# كريشانا أوراديا
كريشانا أوراديا Crișana Oradea نادي كرة قدم روماني يقع في مدينة أوراديا. تأسس في 1929. تم حل النادي في 1954.